# Bataille de Buzakha
 (mars 2024).
La mise en forme du texte ne suit pas les recommandations de Wikipédia : il faut le « wikifier ».
Les points d'amélioration suivants sont les cas les plus fréquents. Le détail des points à revoir est peut-être précisé sur la page de discussion.
- Les titres sont pré-formatés par le logiciel. Ils ne sont ni en capitales, ni en gras.
- Le texte ne doit pas être écrit en capitales (les noms de famille non plus), ni en gras, ni en italique, ni en « petit »…
- Le gras n'est utilisé que pour surligner le titre de l'article dans l'introduction, une seule fois.
- L'italique est rarement utilisé : mots en langue étrangère, titres d'œuvres, noms de bateaux, etc.
- Les citations ne sont pas en italique mais en corps de texte normal. Elles sont entourées par des guillemets français : « et ».
- Les listes à puces sont à éviter, des paragraphes rédigés étant largement préférés. Les tableaux sont à réserver à la présentation de données structurées (résultats, etc.).
- Les appels de note de bas de page (petits chiffres en exposant, introduits par l'outil «  Source ») sont à placer entre la fin de phrase et le point final[comme ça].
- Les liens internes (vers d'autres articles de Wikipédia) sont à choisir avec parcimonie. Créez des liens vers des articles approfondissant le sujet. Les termes génériques sans rapport avec le sujet sont à éviter, ainsi que les répétitions de liens vers un même terme.
- Les liens externes sont à placer uniquement dans une section « Liens externes », à la fin de l'article. Ces liens sont à choisir avec parcimonie suivant les règles définies. Si un lien sert de source à l'article, son insertion dans le texte est à faire par les notes de bas de page.
- La présentation des références doit suivre les conventions bibliographiques. Il est recommandé d'utiliser les modèles {{Ouvrage}}, {{Chapitre}}, {{Article}}, {{Lien web}} et/ou {{Bibliographie}}. Le mode d'édition visuel peut mettre en forme automatiquement les références.
- Insérer une infobox (cadre d'informations à droite) n'est pas obligatoire pour parachever la mise en page.

Pour une aide détaillée, merci de consulter Aide:Wikification.
Si vous pensez que ces points ont été résolus, vous pouvez retirer ce bandeau et améliorer la mise en forme d'un autre article.
Pour un article plus général, voir Guerres d'apostasie.
Notes
Guerres d'Apostasie
Batailles
- Bataille de Dhu al-Qassah
- Bataille d'Abraq
- Bataille de Buzakha
- Bataille de Ghamra
- Bataille de Naqra
- Bataille de Zafar
- Bataille de Daumat-ul-Jandal
- Bataille de Dibba
- Bataille d'Al-Yamama
- Bataille de Nujair

La bataille de Buzakhah se déroule à Buzakhah, située à environ 40 km au sud-ouest de l'actuelle Haïl, dans la province du Najd, au centre de l'Arabie Saoudite, à la mi-septembre 632. Elle oppose les forces du Califat Rachidun dirigées par Khalid ibn al-Walid à celles des tribus arabes rebelles dirigées par Tulayha ibn Khuwaylid (en).
Cette victoire du Califat Rachidun lors de cette bataille marque la fin de l'un des principaux foyers de rébellion parmi les tribus arabes rebelles. Elle entraîne la dispersion des forces rebelles, jusque-là unies sous la direction de Tulayha ibn Khuwaylid, et, après la dispersion de ces mêmes rebelles, Khalid ibn al-Walid les poursuivit avec son armée dans le but de les soumettre complètement.

## Contexte

### Durant le vivant de Mahomet

#### Tulayha ibn Khuwaylid, avant l'Année des Délégations
Trois mois après la Bataille de Uhud, Tulayha ibn Khuwaylid (en) exprime son opposition à l'Islam. Convaincu que les musulmans ont subi de lourdes pertes, il rassemble son clan, les Banu Asad (en), pour lancer un raid contre Médine. Cependant, Mahomet, ayant appris ses intentions, envoie 150 cavaliers pour contrer cette menace. Les forces de Tulayha sont rapidement prises au dépourvu et se dispersent sans combattre. Les musulmans capturent les troupeaux du clan et les ramènent à Médine comme butin,,. Cet échec porte atteinte à la réputation de Tulayha, l'obligeant à se retirer et à rester discret un certain temps.
Par la suite, Tulayha participe à la bataille de la Tranchée en rejoignant la coalition qui assiège Médine[réf. nécessaire]. Toutefois, après le retrait d'Abu Sufyan ibn Harb, les Banu Asad se retirent également sans obtenir de résultat concret.
En 628 apr. J.-C., lors de la campagne contre les Juifs de Khaybar, Tulayha s'allie de nouveau contre les musulmans.[réf. nécessaire] Lors de l'avancée de l'armée musulmane, il tente de mener plusieurs escarmouches, mais est repoussé à chaque fois. Finalement, il retire ses troupes, abandonnant les Juifs à leur sort.

#### Tulayha ibn Khuwaylid, après l'Année des Délégations
Lors de l'Année des Délégations (630-631), les Banu Asad envoient une délégation à Médine pour se soumettre à Muhammad. Bien que convertis à l'Islam, leur adhésion semble davantage motivée par des intérêts politiques, une attitude fréquente parmi les tribus arabes,. Tulayha se convertit en apparence, mais conserve son influence en tant que chef et devin. Il continue à pratiquer la chiromancie et la récitation de poèmes.

Plus tard, Tulayha renonce à l'Islam du vivant de Muhammad et revendique la prophétie,. En réponse, Muhammad envoie Dhiraar bin Al-Azwar enquêter auprès des collecteurs de taxes des Banu Asad et les incite à rester fermes face aux apostats. Les actions des musulmans perturbent Tulayha, le rendant méfiant. Les forces musulmanes campent à Waridat,, tandis que les forces rebelles campent à Samira (ar). Alors que les forces musulmanes augmentent, les forces rebelles diminuent. Dhiraar bin Al-Azwar décide de marcher contre Tulayha. Il frappe Tulayha avec une épée, mais sans effet notable, renforçant l'idée que Tulayha bénéficie d'une protection spéciale. Peu après, les musulmans apprennent la Mort de Mahomet, ce qui affaiblit leur moral et leurs forces, tandis que Tulayha gagne en influence. Certains déclarent : 

« Les armes n'affecteront pas Tulayha. »

 Dès lors, les musulmans voient leur nombre diminuer et beaucoup rejoignent Tulayha, renforçant sa position.

#### Formation d'une véritable coalition rebelle
Pendant que Dhu al-Khimarayn Awf al-Jadhami campe face aux musulmans. Thumamah ibn Aws ibn Lam al-Ta'i lui envoie un message lui disant : 

« J'ai avec moi 500 hommes de Jadilah, donc, si quelque chose devait t'arriver de manière inattendue, nous sommes à al-Qurdudah et al-Ansur, juste de ce côté des sables. »

 Muhalhil ibn Zayd envoie aussi un message : 

« J'ai avec moi l'armée d'al-Ghawth, donc si quelque chose devait t'arriver, nous sommes sur les flancs des montagnes face à Fayd,. »

### Après la mort de Mahomet

#### Renforcement de la coalition rebelle
Après la mort de Muhammad, Uyayna ibn Hisn (ar), chef des Banu Fazara (en), déclare : 

« Je préfère suivre un prophète issu d'une tribu amie plutôt que des Quraysh. Muhammad est mort, mais Tulayha est vivant,. »

 Son ralliement amène toute la tribu des Banu Ghatafan à suivre Tulayha,. Tulayha rassemble les Banu Asad (en) à Samira, tandis que les Banu Ghatafan et les Tayy se joignent à lui. Il commence alors à organiser ses préparatifs contre le califat. Lorsque les tribus Ghatafan se rassemblent pour soutenir Tulayha, Dirar ibn al-Azwar, Quda'i ibn 'Amr, Sinan ibn al-Athir, et d'autres partisans de Muhammad parmi les Banu Asad se retirent vers Abu Bakr al-Siddiq. Ceux qui les accompagnent sont dispersés et ils vont informer Abu Bakr de la situation, lui conseillant de rester vigilant. Dirar ibn al-Azwar affirme : 

« Je n'ai vu personne, à part Muhammad, plus apte à mener une guerre généralisée qu'Abu Bakr al-Siddiq ; car lorsque nous lui avons parlé de la situation, c'était comme si nous lui annoncions une opportunité plutôt qu'une menace. »

#### Soutiens militaires aux autres coalitions rebelles
Ayant appris les révoltes à Dhul al-Qassah puis Abraq, Tulayha envoie son frère Hibal ibn Khuwaylid en renfort à une coalition située plus près de la capitale du Califat Rachidun, qui est alors Médine. À la suite de la défaite de cette coalition à ces deux endroits, Tulayha déplace le reste de son armée à Buzakhah pour se renforcer.

## Déroulement

### Forces en présence

#### Califat Rachidun
Les effectifs du Califat Rachidun lors de la bataille de Buzakha sont mentionnés par l'historien Agha Ibrahim Akram. Khalid ibn al-Walid, commandant en chef, dirige le 1er corps d'armée, composé initialement d'environ 4 000 hommes. Ce nombre est ensuite porté à plus de 6 000 grâce aux négociations diplomatiques stratégiques, menées par Addy ibn Hatim,.

#### Tribus rebelles arabes
Les effectifs des tribus arabes rebelles lors de la bataille de Buzakha sont partiellement documentés par les historiens Agha Ibrahim Akram et Muhammad ibn Jarir al-Tabari. Tulayha ibn Khuwaylid (en), chef des forces rebelles arabes, disposait initialement de plus de 1 200 hommes,,. Cependant, ce nombre fut réduit à environ plus de 700 en raison de la défection de la quasi-totalité des membres de la tribu Tayy, qui comptait environ 500 hommes à ce moment, vers le 1er corps d'armée du Califat Rachidun,.

les tribus rebelles, elles, ayant participé à la bataille sont clairement identifiées, à savoir : 
| Principaux belligérants |                |             |
| Banu Asad (en),         | Banu Ghatafan, | Tayy,       |
| Engagement modéré       |                |             |
| Banu Hawāzin,           | Banu Sulaym,   | Banu 'Amir, |

| Principaux belligérants |                |                |
| Banu Asad (en),         | Banu Ghatafan, | Banu Ghatafan, |
| Engagement modéré       |                |                |
| Banu Hawāzin,           | Banu Sulaym,   | Banu 'Amir,    |

### Avant la bataille
À Buzakha, Tulayha ibn Khuwaylid (en) a dépêché des messagers à de nombreux clans, les invitant à le rejoindre, et plusieurs clans ont répondu favorablement à son appel. Uyayna ibn Hisn a conduit environ 700 guerriers du Banu Fazara (en). Le contingent le plus important était constitué des Banu Asad (en) et des Banu Ghatafan. Bien qu'il y ait aussi une partie des Tayy, le gros des forces des Tayy n'est pas venu à Buzakha,.
Tulayha ibn Khuwaylid (en) était prêt pour le combat lorsque Khalid Ibn al-Walid s'est retiré de Zhu Qissa. Avant de déployer Khalid Ibn al-Walid contre Tulayha ibn Khuwaylid (en), Abou Bakr As-Siddiq a cherché des moyens de réduire la puissance de ce dernier afin d'augmenter les chances de victoire.
 Rien ne pouvait être entrepris contre les tribus des Banu Asad (en) et des Banu Ghatafan qui soutenaient unanimement Tulayha ibn Khuwaylid (en). Cependant, la situation était différente avec les Tayy. Ils n'étaient pas totalement soumis dans leur soutien à Tulayha ibn Khuwaylid (en), et leur chef, Addy ibn Hatim, était un fervent musulman. En tentant d'arrêter l'apostasie des Tayy, Addy ibn Hatim fut contraint de quitter sa tribu avec un groupe de partisans fidèles pour rejoindre le calife. Abou Bakr As-Siddiq décida alors de tenter d'éloigner les Tayy de Tulayha ibn Khuwaylid (en). S'ils ne pouvaient être persuadés de quitter Tulayha ibn Khuwaylid (en), ils devaient être combattus et écrasés dans leur demeure actuelle avant de pouvoir rejoindre Tulayha ibn Khuwaylid (en) à Buzakha,.

Abou Bakr As-Siddiq décida donc d'envoyer Addy ibn Hatim avec Khalid Ibn al-Walid à la tête d'une force de 4 000 hommes, puis dit :

« Si les efforts de Addy ibn Hatim échouent, alors engagez le combat avec les Tayy sur leur position actuelle. »

Après avoir réglé la situation avec les Tayy, Khalid Ibn al-Walid devait se diriger vers Buzakha,.

De Zhu Qissa, Khalid Ibn al-Walid se dirigea vers le nord en direction de Buzakha. À proximité de cette localité, il effectua un virage à gauche, se rapprochant de la zone située au sud des monts Aja, où les Tayy s'étaient rassemblés. C'est ici que Addy ibn Hatim prit la parole devant la tribu, discutant d'Allah, de Son Messager, de l'Enfer et exposant la folie de la résistance. Malgré sa rhétorique persuasive, il ne parvint pas à changer leur position. Les anciens le rejetèrent, et Addy ibn Hatim les avertit en disant :

« Préparez-vous à affronter l'armée qui viendra vous détruire et capturer vos femmes. Ensuite, faites ce que vous voulez. »

Cette mise en garde produisit l'effet escompté. Après réflexion, les anciens repondèrent : 

« Écartez l'armée de nous jusqu'à ce que nous libérions nos frères qui ont rejoint Tulayha ibn Khuwaylid (en). Nous avons un pacte avec lui. Si nous le rompons, soit il tuera nos frères, soit ils seront exécutés en tant qu'otages... Nous devons les retirer de Tulayha ibn Khuwaylid (en) avant de le rejeter ouvertement. »

Addy ibn Hatim retourna au camp musulman et expliqua la situation à Khalid Ibn al-Walid. Cependant, Khalid Ibn al-Walid n'avait aucune intention de perdre davantage de temps dans les négociations. Animé de convictions bien ancrées sur l'apostasie, il ne montrerait aucune clémence envers ceux qui abandonnée leur foi.

Addy ibn Hatim supplia Khalid Ibn al-Walid :

« Trois jours, ô Khalid, Seulement trois jours ! Et je vous procurerai 500 guerriers de la tribu pour combattre à vos côtés. C'est préférable à les envoyer au Feu. »

Acceptant finalement d'attendre, Khalid Ibn al-Walid concéda aux suppliques de Addy ibn Hatim. Les anciens Tayy dépêchèrent alors un détachement de cavaliers à Tulayha ibn Khuwaylid (en) pour renforcer leur contingent. Ils tentèrent secrètement de détacher la branche des Tayy de Tulayha ibn Khuwaylid (en) avant l'arrivée de Khalid Ibn al-Walid à Buzakha, et ils réussirent partiellement. Même si quelques membres des Tayy restèrent fidèles à Tulayha ibn Khuwaylid (en), peu d'entre eux semblent avoir participé à la bataille de Buzakha aux côtés des rebelles apostats,.
Khalid Ibn al-Walid, consentant à ne pas attaquer les Tayy pour le moment, décida plutôt de se rendre chez une tribu apostate voisine, Jadila. Bien que le calife n'ait émis aucune directive spécifique concernant Jadila, Khalid Ibn al-Walid n'attendait pas d'invitation pour engager le combat. Annonçant son intention d'attaquer Jadila, il se vit une fois de plus suggérer par Addy ibn Hatim de tenter une approche pacifique pour persuader la tribu de se soumettre sans effusion de sang. Même si Khalid Ibn al-Walid n'était pas réputé pour craindre les batailles sanglantes, il accepta la proposition d'Addy ibn Hatim, sachant que cela pourrait accroître le nombre de guerriers ralliant son armée. Grâce à l'éloquence d'Addy ibn Hatim, Jadila se soumit sans violence,. L'effectif de Khalid Ibn al-Walid fut renforcé par l'arrivée de 1000 guerriers. Avec les 500 cavaliers Tayy et les 1 000 hommes de Jadila, Khalid Ibn al-Walid devint bien plus puissant qu'au moment où il avait quitté Zhu Qissa pour se diriger vers Buzakha. D'autres combattants se joindraient à lui au fil de son avancée.
À une journée de marche de Buzakha, Khalid Ibn al-Walid envoya deux éclaireurs en mission de reconnaissance, tous deux membres des Ansar, dont l'un était le compagnon bien connu Ukkasha ibn Mihsan. Ces éclaireurs se croisèrent avec deux renégats effectuant une mission similaire pour l'ennemi. L'un d'eux était Hibal, le frère de Tulayha ibn Khuwaylid (en), qui fut tué, tandis que l'autre parvint à s'échapper et transmit la triste nouvelle à l'imposteur. Tulayha ibn Khuwaylid (en), animé par la rage provoquée par la mort de son frère, se présenta en personne, face aux deux éclaireurs, aux côtés de son autre frère, Selma dans le but de les confronter en duel, afin de venger son frère. Tulayha ibn Khuwaylid (en) et Ukkasha ibn Mihsan, tous deux experts à l'épée, engagèrent leur combat acharné. Finalement, Ukkasha ibn Mihsan succomba face à Tulayha ibn Khuwaylid (en), l'autre éclaireur, succomba lui aussi à l'ennemi (c'est-à-dire Selma). Les corps des musulmans restèrent là où ils étaient, jusqu'à ce que le reste des musulmans les découvre et les enterre,.
Lorsque Khalid Ibn al-Walid atteignit la partie méridionale de la plaine de Buzakha, il établit son camp à proximité des apostats. Les deux armées se préparèrent pour la bataille qui allait se dérouler dans la plaine de Buzakha, une étendue ouverte et lisse agrémentée de quelques collines rocheuses aux frontières ouest et nord. Ces collines constituaient les contreforts du sud-est de la chaîne Aja.

Les musulmans, sous la direction de Khalid Ibn al-Walid, se préparèrent pour l'affrontement matinal, tout comme les apostats. Khalid Ibn al-Walid, à la tête d'environ 6 000 hommes, était face à Tulayha ibn Khuwaylid (en) et son armée, dont la force exacte n'était pas connue, mais on supposait qu'elle était considérablement plus importante que celle des musulmans. Nous étions alors à la mi-septembre 632 (fin de Jumaada ath-thaaniyah, 11 après l'Hégire).

### Confrontation
Le jour suivant l'arrivée de Khalid Ibn al-Walid, les deux armées prirent position dans la plaine de Buzakha. Khalid Ibn al-Walid assumait personnellement le commandement des musulmans, se tenant en avant du corps principal. Tulayha ibn Khuwaylid (en), quant à lui, désigna Uyayna ibn Hisn pour diriger son armée, avec au centre les 700 membres des Banu Fazara (en) (le clan d'Uyayna ibn Hisn). Tulayha ibn Khuwaylid (en) lui-même, enveloppé d'un tissu couvrant sa tête et revêtu d'un manteau jeté sur ses épaules, se tint dans une tente à courte distance derrière le camp. Il annonça son intention de recevoir des conseils de Gabriel, l'ange messager d'Allah, sur la conduite de la bataille,.
Peu de temps après que les deux armées se furent déployées pour l'affrontement, Khalid Ibn al-Walid initia une attaque à travers l'ensemble du front. Les apostats, en particulier les Banu Fazara (en), opposèrent une résistance opiniâtre pendant un certain laps de temps. Cependant, les musulmans, sous la direction de Khalid Ibn al-Walid, finirent par l'emporter.
La pression imposée par les musulmans était intense, provoquant des brèches dans la ligne de front des apostats. Alerté par la puissance de l'attaque islamique, Uyayna ibn Hisn se rendit à la tente de Tulayha ibn Khuwaylid (en), cherchant des conseils divins, il lui demanda :

« Gabriel est-il venu vers vous ? »

Tulayha ibn Khuwaylid (en) lui répliqua que non, après quoi Uyayna ibn Hisn retourna sur le champ de bataille,.
Un certain temps s'écoula avant que Khalid Ibn al-Walid ne réussisse à ouvrir une brèche au centre de l'armée des apostats, qui résistaient toujours. La bataille s'intensifia alors que les musulmans gagnaient progressivement du terrain. Uyayna ibn Hisn revint vers Tulayha ibn Khuwaylid (en) pour lui redemander : 

« Gabriel est-il venu vers vous ? »

Ce à quoi Tulayha ibn Khuwaylid (en) répondit :

« Non, par Allah ! »

De nouveau, Uyayna ibn Hisn retourna au combat.

Sachant la victoire imminente, les musulmans intensifièrent leur offensive, conquérant davantage de terrain. Les apostats ne pouvaient rien faire pour éviter la destruction totale de leur position.

Voyant la situation devenir désespérée, Uyayna ibn Hisn se rendit à Tulayha ibn Khuwaylid (en) pour la troisième fois. Avec impatience, il reposa encore une fois la même question :

« Gabriel est-il venu vers vous ? »

Cette fois, Tulayha ibn Khuwaylid (en)  répondit positivement, Uyayna ibn Hisn lui rétorqua :

« Qu'a-t-il dit ? »

Calme, Tulayha ibn Khuwaylid (en) répondit : 

« Il a dit : "Vous avez un moulin à main comme le sien, et c'est un jour que vous n'oublierez pas !". »

Uyayna ibn Hisn s'exclama :

« Par Allah ! C'est un jour que vous n'oublierez certainement jamais ! »

Puis, il se hâta vers son clan et cria :

« Ô Banu Fazara (en) ! Cet homme est un imposteur. Détournez-vous du combat ! »

Les Banu Fazara (en), au cœur même du dispositif de Tulayha ibn Khuwaylid (en), firent subitement demi-tour et battirent en retraite. Leur départ entraina la rupture de toute la ligne de front, provoquant l'effondrement de la résistance des apostats. Des groupes d'apostats s'enfuirent dans toutes les directions, traqués par les musulmans.
 Certains apostats se dirigèrent vers Tulayha ibn Khuwaylid (en), demandant :

« Quels sont vos ordres ? »

Tulayha ibn Khuwaylid (en) répondit : 

« Que ceux qui le peuvent suivent mon exemple et préservent eux-mêmes ainsi que leurs familles. »

Suivant ses propres consignes, Tulayha ibn Khuwaylid (en) fit monter sa femme sur un chameau préalablement harnaché pour l'occasion. Lui-même monta son cheval, et le couple bâtît en retraite.
Ainsi se conclut la bataille de Buzakha, remportée par Khalid Ibn al-Walid. Le deuxième ennemi le plus redoutable de l'Islam avait été défait, et son armée fut dispersée.

### Post-Bataille
Directement après le combat, Khalid Ibn al-Walid dépêcha des colonnes pour poursuivre les apostats en fuite et assujettir les tribus avoisinante,.

## Conclusion
En résumé, la bataille de Buzakha a été une confrontation cruciale entre les forces du Califat Rachidun dirigées par Khalid Ibn al-Walid et les rebelles apostats sous la direction de Tulayha ibn Khuwaylid (en). Malgré la résistance des apostats, les musulmans ont émergé victorieux, dispersant l'armée ennemie et mettant définitivement fin à la rébellion des Banu Asad (en). La post-bataille a été marquée par la poursuite des apostats en fuite et la soumission des tribus voisines. Cette victoire a renforcé la position de l'Islam dans la péninsule arabique face aux défis internes et a souligné l'importance de l'unité au sein de la communauté musulmane,.

## Conséquences
Cette victoire pour le Califat Rachidun a permis de mettre définitivement fin à la rébellion de Tulayha ibn Khuwaylid (en). La post-bataille, elle, a été marquée par la poursuite des apostats en fuite et la soumission des tribus voisines. Cette victoire a renforcé la position de l'Islam dans la péninsule arabique face aux défis internes et a souligné l'importance de l'unité au sein de la communauté musulmane,.